# Prise de Béjaïa (1510)
Pour les articles homonymes, voir Prise de Béjaïa.
Conflits algéro-hispaniques
La prise de Béjaïa est la bataille par laquelle l'Empire espagnol prend possession de Béjaïa, alors la capitale des sultan-émirs locaux berbères de Béjaïa dissidents au sein des possessions des Hafsides. Cette prise de la ville est située vers 1509 ou 1510 selon les sources,. La ville est prise 45 ans plus tard par les berbères et les Ottomans lors de la bataille de Béjaïa.

## Contexte
Vers la fin du xve siècle, les Morisques, chassés d’Espagne par le roi Ferdinand se réfugient sur le littoral d'Afrique du Nord (Oran, Alger, Béjaïa...). Ils organisent à partir de ces places des actions de piraterie harcelant les Espagnols et ruinant leur commerce. A Béjaïa, le conflit entre les Morisques et les Espagnols catholiques avait déjà quelques effets. Le sultan Abdelaziz retira, en 1473, les privilèges commerciaux dont bénéficiaient les catalans. Lors des expéditions espagnoles sur Mers el-Kébir et Oran, il fait parvenir des renforts par terre et par mer aux deux places zianides. Les corsaires de Bougie sont les plus redoutables, portant la dévastation sur les côtes d'Espagne. Selon Léon l’Africain, la ville est dynamique, cernée d'une muraille ancienne elle comporte des collèges (où l'on enseigne la loi et les mathématiques), des mosquées, des souks, des hôpitaux et contient une population évaluée à « 8000 feux ». 
En 1509, selon les documents espagnols, le cardinal Jimenès, une fois Oran prise , missionne Pedro Navarro comte d’Albeto, d’aller soumettre plusieurs autres places du littoral algérien, qui accueillaient habituellement les pirates dans leurs ports. Il met les voiles pour Béjaïa le 1er janvier 1510.

## Déroulement
Le 5 janvier l'escadre atteint la ville. L'artillerie permet de repousser les « Maures » et de permettre le débarquement espagnol. Les versions entre les chroniques arabes ou espagnoles divergent sensiblement sur plusieurs points, notamment l'ardeur des défenseurs de la ville et la facilité de la conquête.

### La bataille vue par les Espagnols
Pedro Navarro mit en ordre son armée immédiatement après le débarquement. Il se met en mouvement vers la montagne du Gouraya où le sultan Abdelaziz a pris position avec une grande quantité de soldats. Surpris par ce mouvement audacieux, les soldats d'Abdelaziz abandonnent leurs positions et vont se réfugier dans la place en étant talonnés sans relâche par les Espagnols. Les Espagnols attaquent bientôt les remparts et finissent par entrer sans difficulté dans la ville. La population préfère fuir la ville par l'autre extrémité. En effet, les habitants croient que les Espagnols pratiquent une opération de pillage et qu'ils se replieront par la suite. Les habitants gagnent donc la plaine et l'intérieur et se regroupent autour du sultan Abdelaziz. Le butin pris par les Espagnols est immense.

### La bataille vue par les Berbères
Les Espagnols débarquent au niveau du site de l'ancien port, sous le tombeau du cheikh Aïssa es-Sebouki. Ce quartier était habité par les Andalous fuyant la Reconquista, le sultan leur ayant attribué cet endroit car il n'y avait pas assez de place disponible dans l'enceinte de la ville. Les jardins de l'autre côté de la ville, du côté de l'« oued el Kébir » (l'oued Soummam) étaient également habités par des Andalous.  
Au moment où les Espagnols débarquent, ils envoient des émissaires vers la ville, à ses habitants, au ministre du sultan et au fils du sultan resté dans la place. Il leur est demandé de se soumettre sans résistance et d'ouvrir les portes. La proposition est repoussée et la défense de la ville s'organise. Les Espagnols dressent alors une palissade allant du quartier Sidi Aïssa vers la mer. Ils se placent également sur la montagne et de là, utilisent l'artillerie sur tous ceux qui tentent une sortie. Ces positions sont tenues pendant 10 jours. Un certain Abou Mohammed ben Abd el-Hak décrit la suite des événements :  

« L'ennemi se fortifia dans ses retranchements du quartier de Sidi Aïssa, pendant vingt et un jours, recevant l’eau et les vivres qui lui étaient nécessaires des vaisseaux venant d’Oran. C’est de là qu’ils tiraient journellement leurs renforts en hommes et leurs approvisionnements en vivres et en munitions. Pendant toute cette période, la lutte était acharnée entre les combattants. Une nuit, entre autres, une troupe de gens de la ville éprouva un grand désastre. Les guerriers les plus courageux, au nombre de cinq cent vingt, organisèrent une sortie. Les uns montèrent sur des barques pour attaquer par mer, tandis que leurs compagnons devaient tourner les positions en passant par le sommet de la montagne. Ces derniers sortirent par les portes Amsiouen et Sadat. J’étais au nombre de ceux qui attaquaient par mer ; mais pendant cette nuit un nombre considérable de musulmans succomba. Ceux venus par mer éprouvèrent peu de pertes, parce qu’après avoir effectué quelques captures, ils parvinrent à s’éloigner rapidement à force de rames, et à se mettre à l’abri. Le lendemain, une grande panique éclata dans la ville par suite des lamentations et des cris de désespoir que poussaient les familles de ceux qui avaient succombé dans l’attaque dirigée du côté de la montagne. »

C'est ce jour qu'arrive l’émir Abou Farès, fils du sultan Abd el-Aziz, amenant des troupes du pays. Les deux fils du sultan, Abou Farès et Abou Abdallah, se mêlent aux combattants pour la guerre sainte, accompagnés par quatre principaux ouléma de la ville. Le nombre de combattants est important mais ils ne sont pas décomptés. Ils occupent alors une position dans les jardins au-dessous de la ville. Les troupes effectuent une sortie par les portes Amsiouen et Sadat et attaquent en deux groupes l'un par la montagne et l'autre par la mer. Ils réussissent à forcer les positions espagnoles jusqu'au quartier Sidi Aïssa mais les Espagnols lancent brusquement une contre-offensive depuis l'arrière de leur palissade. Refoulées jusqu'aux murailles de la ville, les troupes berbères essuient beaucoup de pertes. Abou Mohammed ben Otman, prédicateur de la grande mosquée, rapporte que le nombre de victimes pour cette journée est de 4 550. Les deux princes succombent également.  
Le sultan Abdelaziz est informé du désastre et de la tournure des événements depuis le débarquement. Il refuse les propositions d'aman (paix) sur conseil des Andalous qui considèrent la parole des Espagnols peu fiable, selon leur propre expérience. Le sultan Abdelaziz envoie alors ses troupes restantes et des Arabes et des Kabyles de la région en renfort. Son frère l'émir Abou Bakr, prince de Constantine, ancien rival vaincu par Abdelaziz et replié dans le Belezma, se met également en mouvement vers Béjaïa. Les chroniques rapportent qu'Abou Bakr se bat avec acharnement pendant 8 jours, empêchant les habitants de fuir et les forçant à la résistance. Cette situation perdure jusqu'au « cinquième jour du mois de safar de l’an 915 » (de l'hégire) soit le 25 mai 1510. Le manque de coordination entre les troupes d'Abdelaziz et d'Abou Bakr permet aux Espagnols de pénétrer dans les rues de la ville et dès le lendemain de lancer un assaut général. L'émir Abou Bakr, combattant près du château de l’Étoile (site de l'actuel Bordj Moussa) doit se retirer sous peine de tomber entre les mains de ses ennemis. Les habitants de Béjaïa fuient la ville dès qu'ils s’aperçoivent que les Espagnols dominent la situation.

### Controverse de la datation et vestiges de la bataille
Les Espagnols laissent une inscription qui orne une porte de la Casbah :

« FERDINANDVS
V REX HISPA
NIAE INCLITVS
VI ARMORVM
PERFIDIS AGA
RENIS HANC
ABSTVLIT VR
BEM ANNO
MDVIIII
- Ferdinand V, illustre roi d’Espagne, a enlevé par la force des armes cette ville aux perfides enfants d’Agar, en l’an 1509. »

L'inscription de la Casbah de Béjaïa date la prise de la ville en «  1509  » ; cependant il faut replacer cette inscription dans l'optique de l'ancien calendrier (la nouvelle année commence alors en mars). Cependant accepter cette datation revient à accréditer la version espagnole, c'est-à-dire une prise rapide de la ville. Henri Fournel s'appuyant sur les affirmations de Marmol, un contemporain de cette époque connaissant donc cette inscription, contredit Carette qui soutient que cette expédition eut lieu en 1509. Pour lui l’inscription indique simplement que l'expédition connut un départ d’Ivice en 1509. De nombreux récits décrivent le débarquement en janvier, donc en 1510.

## Conséquences
L'émir Abu Bakr du Belezma désire continuer la guerre contre les Espagnols, il nomme l'émir El Moufok comme commandant des Ketama et organise un dispositif de blocus autour de la ville. Son frère, le sultan Abdelaziz sort de Constantine pour l'attaquer au nom de la rivalité qui les oppose. Abu Bakr part à sa rencontre, l'affronte à Takerkat où il le tue. Abou Bakr implante son camp à Takerkat car il craint d'être pris à revers par les Espagnols. 
Abou Bakr prend le titre de sultan, contre l'avis des cheikh hafside dont le choix porte sur El-Abbes fils du sultan Abdelaziz]. Il s'ensuit une dissension, El-Abbes compte s'allier aux Espagnols pour reprendre son titre de sultan de Bougie contre Abou Bakr. El-Abbes va fonder sa propre principauté autour de sa Kalâa : le royaume des Beni Abbes. Abou Bakr tente un coup de force contre la Kalâa de l'Ouannougha, mais il échoue sur le site imprenable. Les Espagnols réduisent le périmètre de la ville ; l'enceinte berbère constituant un périmètre trop étendu nécessitant une garnison importante pour être défendue. En réduisant de moitié la surface du site il s'adaptent ainsi aux harcèlements pratiqué par Abu Bakr et l'émir Moufok. Une des tentatives d'Abou Bakr va jusqu'à permettre à ses troupes d'entrer dans la ville, dans le quartier de Bab el Bounoud. En 1512, Abou bakr va faire appel aux corsaires Barberousse pour tenter un siège de la ville combinant terre et mer.
La prestigieuse culture savante bougiotte migre avec la population vers les montagnes avoisinantes de la Kabylie. Les timaamart et zaouïas de la région s'enrichissent alors de manuscrits anciens. C'est le cas de Afniq n’Ccix Lmuhub, la bibliothèque du Cheikh el Mouhoub récemment découverte qui comporte une collection de documents anciens comme la Sughra d'Al Sanoussi.